# Liceo Classico Carlo Alberto
Il Liceo classico Carlo Alberto è uno storico istituto di istruzione superiore della città di Novara, che vanta antiche origini.

## Storia
Nel 1603 vennero aperte in città scuole pubbliche di retorica, logica, filosofia e morale che costituivano il primo grado dell’insegnamento universitario. Nel 1624 vennero cedute ai gesuiti, già presenti a Novara. Passata la città sotto il regno di Sardegna dopo il 1738, venne in seguito esteso sotto Carlo Emanuele III un nuovo sistema scolastico che toglieva alle congregazioni religiose la facoltà di tenere scuole pubbliche. Sotto il dominio napoleonico, il Dipartimento dell’Agogna decretò l’istituzione di un liceo statale, che si sarebbe insediato nel soppresso monastero di Santa Maria Maddalena, la cui chiesa divenne sede dell’Archivio notarile. L’inaugurazione avvenne l’11 gennaio 1808.
Con la Restaurazione il liceo fu affidato nuovamente ai gesuiti, ma venne loro nuovamente tolto nel 1848, quando Carlo Alberto impose la trasformazione dei collegi dei gesuiti in convitti di educazione. Nel 1860, in seguito alla legge Casati che separava i collegi dalle scuole, il convitto si divise in due istituzioni: da una parte il regio convitto nazionale e, dall’altra il ginnasio-liceo. Con il regio decreto del 4 marzo 1865, che stabiliva le denominazioni dei licei d’Italia, il liceo assunse la denominazione di “Carlo Alberto”.
Nel 1973 il liceo si trasferisce in Baluardo La Marmora 8c, lasciando l’antica sede storica al nuovo liceo artistico Felice Casorati. Dall’anno scolastico 2010-2011 il liceo assume la denominazione di Liceo classico e linguistico Carlo Alberto, in seguito all’accorpamento dell’indirizzo sperimentale linguistico dell’Istituto Magistrale Contessa Tornielli Bellini.
Fu frequentato, tra gli altri, dal Presidente della Repubblica Oscar Luigi Scalfaro, a cui è dedicata l’Aula Magna della sede di Baluardo La Marmora, Giacomo Fauser e Costantino Crosa.